# داحسية رافدينية
الداحسية الرافدينية (باللاتينية: Paronychia mesopotamica) نوع نباتي يتبع جنس الداحسية من الفصيلة القرنفلية.

## البيئة والانتشار
موطنها بلاد الشام والعراق.

## مرادفات للاسم العلمي
- (باللاتينية: Chaetonychia mesopotamica (Vill.) Samp.)
- (باللاتينية: Ferriera mesopotamica Bubani)
- (باللاتينية: Illecebrum alpinum Vill.)
- (باللاتينية: Illecebrum polygonifolium Vill.)
- (باللاتينية: Plottzia mesopotamica (DC.) Samp.)